# Phil Greene
Phillip Edward Greene IV (ur. 24 października 1992 w Chicago) – amerykański koszykarz, występujący na pozycjach rozgrywającego lub rzucającego obrońcy, od 2023 zawodnik Cayirova Belediye.
W 2014 reprezentował Toronto Raptors, podczas rozgrywek letniej ligi NBA, natomiast w 2018 Dallas Mavericks.
12 lipca 2019 dołączył do Arki Gdynia. 25 lipca 2020 został po raz kolejny w karierze zawodnikiem Tezenis Scaligera Verona, występującego w II lidze włoskiej (Serie A2).
23 lipca 2022 zawarł umowę z Anwilem Włocławek. 2 sierpnia 2023 podpisał kontrakt z izraelskim Maccabi Ironi Ramat Gan. 3 listopada 2023 dołączył do tureckiego Cayirova Belediye.

## Osiągnięcia
Stan na 25 listopada 2023, na podstawie, o ile nie zaznaczono inaczej.

### NCAA
- Uczestnik rozgrywek:
  - Sweet 16 turnieju NIT (2013)
  - turnieju NCAA (2015)
- Zaliczony do III składu All-Met (2013)

### Drużynowe
- Mistrz FIBA Europe Cup (2023)[9][10]

### Indywidualne
(* – nagrody przyznane przez portal eurobasket.com)
- MVP finałów FIBA Europe Cup (2023)[11]
- Zaliczony do:
  - I składu kolejki EBL (18 – 2022/2023)[12]
  - składu honorable mention II ligi włoskiej (2018)*